# Eucalyptus caesia
Eucalyptus caesia, comúnmente conocido como caesia, gungurru o princesa de plata, es un mallee del género Eucalyptus.  Es endémico del cinturón del trigo central de Australia Occidental, donde se le encuentra en pocas cantidades sobre afloramientos de granito. El nombre "plata" se refiere al polvo blanco que cubre las ramas, capullos de las flores y frutos. "Gungurru" viene del nombre usado por la gente indígena del lugar.

## Descripción
Dos subespecies han sido identificadas: caesia (aproximadamente 6–9 metros de alto) y magna (de hasta 15 metros de alto). La corteza es café-rojiza, del tipo rizado minni ritchi. Las ramas tienden a agitarse o desparramarse hasta el piso. Los árboles tienen grandes flores de color rosa-rojizo o blanco, 40-50 mm de diámetro. Son ampliamente cultivadas como planta ornamental nativo, pero se han vuelto raros en la naturaleza.

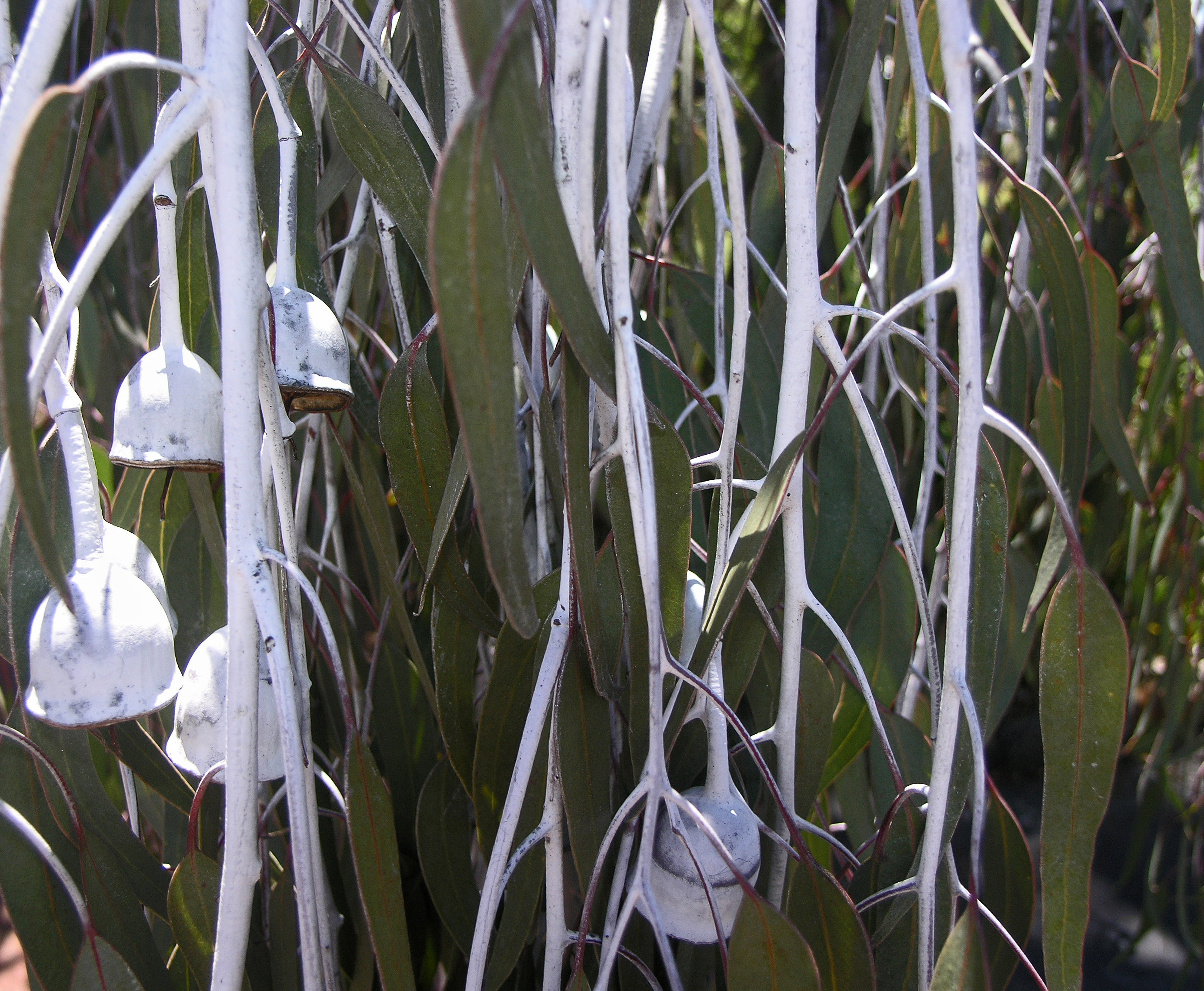
Acercamiento de las hojas, ramas blancas y semillas.

## Historia taxonómica
Eucalyptus caesia fue nombrado en 1867 por George Bentham de especímenes colectados por James Drummond en 1847. Drummond hizo su colección demasiado tarde para recoger los capullos y flores, y esto hizo difícil su identificación posteriormente. Durante la expedición científica de Elder de 1891–2, Richard Helms recolectó especímenes de un Eucalyptus que los indígenas australianos del área llamaban "Gungurru".  Esta era casi ciertamente Eucalyptus woodwardii, pero 1896 fue identificada de manera incorrecta por Mueller y Tate como E. caesia. Esto dejó la incorrecta aplicación del nombre común "Gungurru" a E. caesia, y una confusión acerca de la distribución de la especie.
Colecciones autenticadas de E.  caesia fueron posteriormente echas por A. Morrison en 1885, y en 1923 Charles Gardner recogió especímenes de una forma con hojas, capullos, flores y frutos considerablemente más grandes.  Esta fue más tarde reconocida como subspecies magna por Brooker y Hopper (1982), con la forma  original siendo designada subespecie caesia.

## Taxonomía
Eucalyptus caesia fue descrita por George Bentham  y publicado en Flora Australiensis: a description... 3: 227. 1867.
Etimología
Eucalyptus: nombre genérico que proviene del griego antiguo: eû = "bien, justamente" y kalyptós = "cubierto, que recubre". En Eucalyptus L'Hér., los pétalos, soldados entre sí y a veces también con los sépalos, forman parte del opérculo, perfectamente ajustado al hipanto, que se desprende a la hora de la floración.
caesia: epíteto latíno que significa "de color azul-grisáceo".